# جوآن دیویس
جوآن دیویس (انگلیسی: Joan Davis؛ ۲۹ ژوئن ۱۹۰۷ – ۲۲ مهٔ ۱۹۶۱) یک هنرپیشه اهل ایالات متحده آمریکا بود.